# Linda Gamble
Linda Gamble (Pittsburgh, Pensilvana, 11 de septiembre de 1939) es una modelo estadounidense que fue playmate de abril de 1960 de la revista Playboy, y posteriormente fue elegida la Playmate del Año 1961.